# Saléchan
Saléchan é uma comuna francesa na região administrativa de Occitânia, no departamento dos Altos Pirenéus. Estende-se por uma área de 4,1 km². Em 2010 a comuna tinha 265 habitantes (densidade: 64,6 hab./km²).